# Строчков, Марк Акимович
Марк Акимович Строчков (10 марта 1922, Чита — 10 декабря 1989, Москва) — советский организатор кинопроизводства, директор Госфильмофонда СССР (1979—1989). Заслуженный работник культуры РСФСР (1987).

## Биография
Родился 10 марта 1922 года в Чите. 18 октября 1940 года призван на службу в РККА. В годы Великой Отечественной войны служил в войсках воздушного наблюдения, оповещения и связи. Старший лейтенант. В 1944 году вступил в ВКП(б). 27 декабря 1946 года демобилизован.
В 1951 году окончил Всесоюзный государственный институт кинематографии, в котором преподавал до 1958 года. Был секретарём партбюро института.
В 1958—1966 годах — ответственный редактор журнала «Киномеханик».
В 1966—1971 и в 1974—1979 годах работал заместителем и первым заместителем начальника Главного управления кинофикации и кинопроката Госкино СССР.
В 1979—1989 годах — директор Госфильмофонда СССР.
Член Союза кинематографистов СССР, член Союза журналистов СССР.
В 1987 году за заслуги в области советской культуры и многолетнюю плодотворную работу ему было присвоено почётное звание «Заслуженный работник культуры РСФСР».
Умер 10 декабря 1989 года в Москве.

## Семья
Дочь — Ирина Марковна Строчкова (род. 15 мая  1955), организатор кинопроизводства.
Дочь — Галина Марковна Строчкова (род. 15 октября 1960), организатор кинопроизводства.

## Награды
- Медаль «За победу над Германией в Великой Отечественной войне 1941—1945 гг.»